# Wikstroemia fargesii
Wikstroemia fargesii är en tibastväxtart som först beskrevs av Paul Lecomte, och fick sitt nu gällande namn av Domke. Wikstroemia fargesii ingår i släktet Wikstroemia och familjen tibastväxter. Inga underarter finns listade i Catalogue of Life.